# Jolien Van Hoorebeke
Jolien Van Hoorebeke (20 april 1994) is een Belgische atlete, die gespecialiseerd is in de middellange afstand en het veldlopen. Ze werd eenmaal Belgisch kampioene.

## Loopbaan
Van Hoorebeke werd in 2016 Belgisch kampioene op de 3000 m steeple. Als veldloopster werd ze eerder dat jaar derde op het Belgisch kampioenschap korte cross.
Van Hoorebeke is aangesloten bij AS Rieme.

## Belgische kampioenschappen
Outdoor
| Onderdeel      | Jaar |
| -------------- | ---- |
| 3000 m steeple | 2016 |

## Persoonlijk record
Outdoor
| Onderdeel      | Prestatie | Datum        | Plaats |
| -------------- | --------- | ------------ | ------ |
| 3000 m steeple | 10.50,64  | 23 juli 2016 | Ninove |

## Palmares

### 3000 m steeple
- 2013:  BK AC - 11.07,98
- 2016:  BK AC - 11.07,19
- 2017:  BK AC te Ninove – 11.17,48
- 2019:  BK AC - 11.11,38
- 2020:  BK AC – 11.25,39

### veldlopen
- 2016:  BK korte cross in Wachtebeke